# 上施托尔夏
上施托尔夏是奥地利施蒂利亚州费尔德巴赫县的一个市镇。总面积8.79平方公里，总人口607人，人口密度69.1人/平方公里（2001年）。